# 萊克城鎮區 (堪薩斯州巴伯縣)
萊克城鎮區（英語：Lake City Township）為位在美國堪薩斯州巴伯縣的鎮區。2010年美国人口普查中該鎮區人口有62人。

## 地理
萊克城鎮區涵蓋面積108.99平方（42.08平方英里），境內無城鎮設立。

### 溪流
通過此鎮區的溪流有：
| - 卡頓伍德溪（Cottonwood Creek） - 多格溪（Dog Creek） - 小熊溪（ Little Bear Creek） - 小德里夫特伍德溪（Little Driftwood Creek） | - 小繆爾溪（Little Mule Creek） - 奧克溪（Oak Creek） - 帕克特溪（Puckett Creek） - 桑德溪（Sand Creek） |

### 機場
- 米爾斯降落跑道（Mills Landing Strip）

## 人口統計
根據2010年美國人口普查，萊克城鎮區人口有62人，人口密度為0.57人/平方公里。種族方面，96.77%為白人；0%為非裔美洲人；0%為美洲原住民；0%為亞洲人；0%為太平洋島民；1.61%為其他種族；另外有1.61%為兩個或以上的種族。而西班牙裔美國人或拉丁美洲人佔該鎮區人口的4.84%。

## 外部連結
- "Lake City, Barber County, Kansas" （页面存档备份，存于） Barber County, Kansas: History and Genealogy.
- "Reuben Lake " （页面存档备份，存于） Founder of Lake City, Kansas.
- "Lake City Cemetery " （页面存档备份，存于） Lake City, Kansas.
- "Oak Creek Ranch" History, geology and maps of a ranch near Lake City, Kansas.
- US-Counties.com
- City-Data.com （页面存档备份，存于）